# Râul Valea Seacă, Păușa
Râul Valea Seacă este un afluent al râului Păușa. 